# Усман (бей Тунісу)
Усман ібн Алі (араб. أبو النور عثمان باي‎; нар. 27 травня 1763 — 20 грудня 1814) — 6-й бей Тунісу з династії Хусейнидів з вересня до грудня 1814 року.

## Життєпис
Син бея Алі II. Народився 1763 року в Бардо. Про молоді роки обмаль відомостей. 1814 року після смерті зведеного брата Хаммуди стає беєм Тунісу. 
Втім панував лише декілька місяців, оскільки був повалений та вбитий внаслідок змови стриєчного брата Махмуда. Наступного дня було вбито 2 синів Усмана — Саліха й Алі. Двох інших, молодших, синів (Хусейна і Ахмада) запроторили до в'язниці.